# Viiratsi

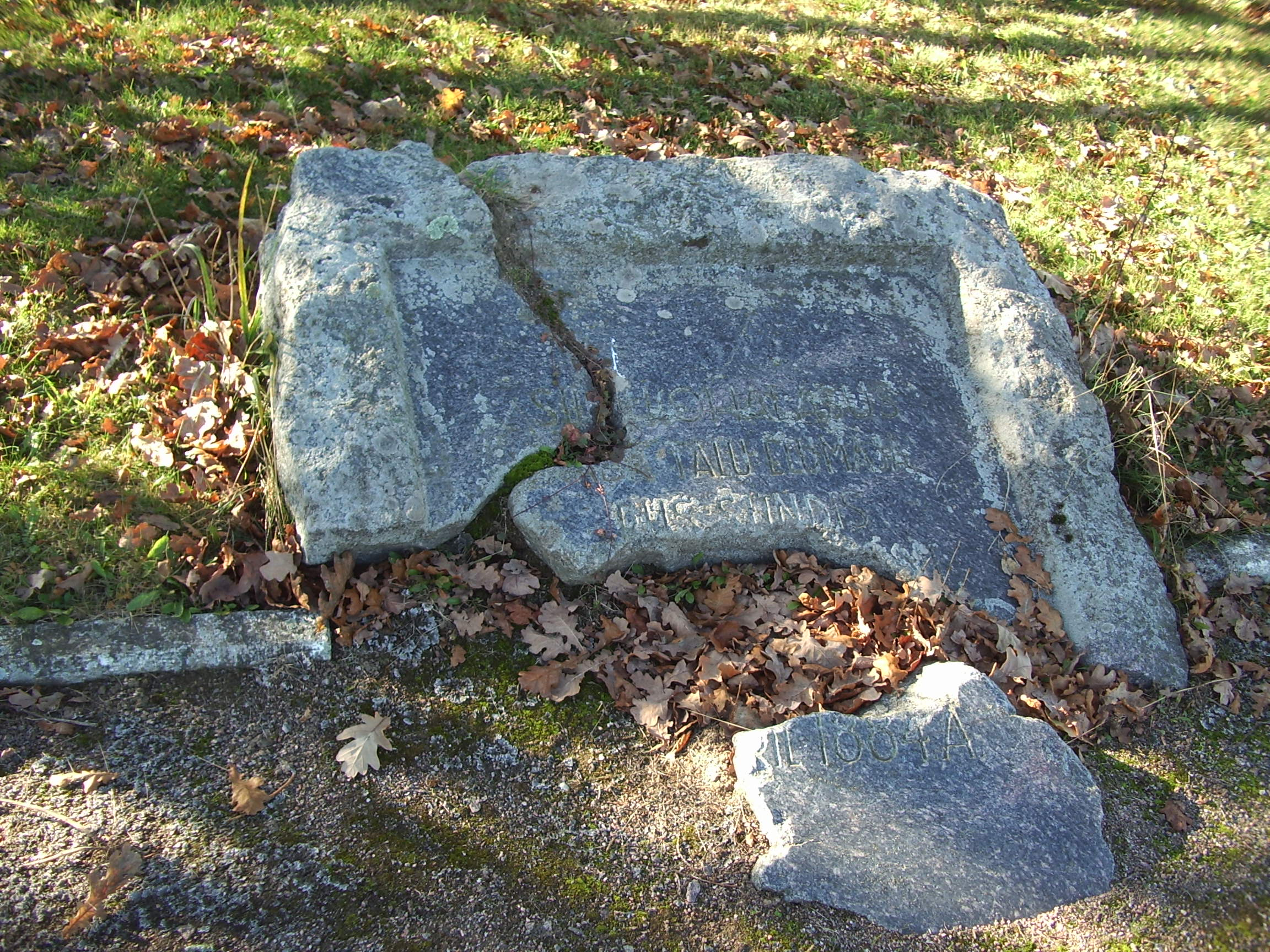
Pomnik w Viiratsi upamiętniający Johana Laidonera, zniszczony 5 września 1940

Viiratsi – alevik w południowej Estonii, w prowincji Viljandi, w gminie Viljandi. Położone niedaleko Viljandi nad jeziorem Viljandi. 
12 lutego 1884 urodził się tam Johan Laidoner, estoński wojskowy, jeden z twórców niepodległej Estonii.